# Parlament Południowej Afryki
Parlament Południowej Afryki (ang. Parliament of South Africa) - główny organ władzy ustawodawczej na szczeblu federalnym w Południowej Afryce (RPA). Ma charakter bikameralny i składa się z Zgromadzenia Narodowego oraz Narodowej Rady Prowincji. Kadencja obu izb trwa 5 lat. Siedzibą parlamentu nie jest konstytucyjna stolica RPA Pretoria, lecz Kapsztad.
W skład Zgromadzenia Narodowego wchodzi 400 członków wybieranych w wyborach bezpośrednich. Narodową Radę Prowincji tworzą wspólnie dziesięcioosobowe delegacje z każdej z dziewięciu prowincji RPA, wybierane przez parlamenty prowincjonalne, co łącznie daje 90 członków. 
Dawne, nieistniejące już izby parlamentu:

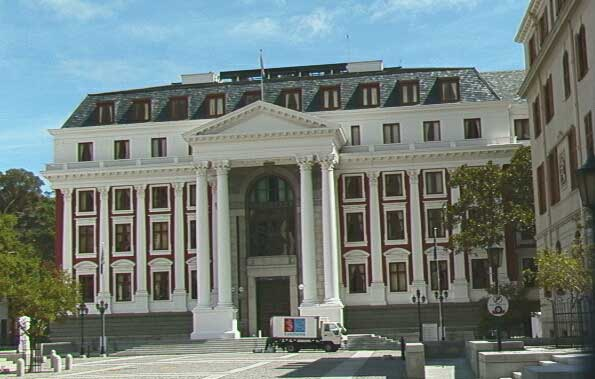
Gmach parlamentu w Kapsztadzie